# Conus marmoreus
Conus marmoreus (nomeada, em inglês, Marble Cone e, em português, Cone-de-mármore) é uma espécie de molusco gastrópode marinho predador do gênero Conus, pertencente à família Conidae. Foi classificada por Carolus Linnaeus em 1758, descrita em sua obra Systema Naturae; sendo a espécie-tipo de seu gênero. É nativa do Indo-Pacífico e considerada uma das seis espécies de moluscos Conidae potencialmente perigosas ao homem, por apresentar uma glândula de veneno conectada a um mecanismo de disparo de sua rádula, em formato de arpão, dotada de neurotoxinas que podem levar ao óbito.

## Descrição da concha
Conus marmoreus possui uma concha cônica grande, pesada, com uma espiral muito baixa e dotada de calosidades; com no máximo 15 centímetros de comprimento e de coloração geral negra (amarelo-alaranjada, em alguns espécimes) com marcações brancas, mais ou menos triangulares, por toda a sua superfície, o que a torna extremamente atraente. Abertura estreita, dotada de lábio externo fino e interior branco. Raramente sua concha é totalmente branca (Conus suffusus).

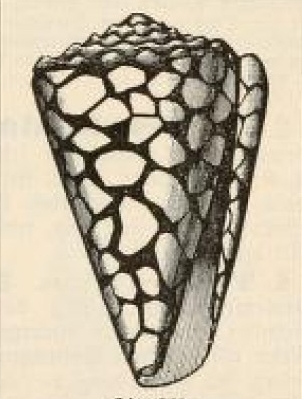
Ilustração de uma concha de C. marmoreus, do livro Dr. Johannes Leunis Synopsis der thierkunde. Ein handbuch für höhere lehranstalten und für alle, welche sich wissenschaftlich mit der naturgeschichte der thiere beschäftigen wollen, publicado no século XIX por Johannes Leunis e Hubert Ludwig.

## Habitat e distribuição geográfica
Esta espécie é encontrada espalhada no Pacífico Ocidental (nas Filipinas, Japão - Ryūkyū, Fiji, Havaí ilhas Marshall, até norte da Austrália Ocidental, território do Norte e Queensland), em direção ao golfo de Bengala e costas da África Oriental, no oceano Índico (incluindo o arquipélago de Chagos e Madagáscar), e por quase todo o Indo-Pacífico (TOUITOU & BALLETON relatam sua ausência na Polinésia Francesa), a pouca profundidade e em fundos arenosos e coralinos da zona nerítica; também encontrada na zona entremarés. É espécie carnívora, que se alimenta de outros moluscos gastrópodes.